# Harmandia populi
Espèce
Harmandia populi est une espèce d'insectes diptères de la famille des Cecidomyiidae, responsable de galles sur les feuilles du Tremble (Populus tremula).

## Systématique
L'espèce Harmandia populi a été décrite en 1917 par le zoologiste allemand Ewald Rübsamen (1857-1919).

## Publication originale
- (de) Ew. H. Rübsaamen, « Cecidomyidenstudien VI », Sitzungsberichte der Gesellschaft Naturforschender Freunde zu Berlin, vol. 1917,‎ 1917, p. 36-99 (ISSN 0037-5942, lire en ligne).